# The Transporter
The Transporter (franska Le transporteur) är en fransk film från 2002, regisserad av Corey Yuen. Huvudrollen spelas av Jason Statham. Filmen blev till efter att Luc Besson tillfrågades att göra ett avsnitt för BMW:s exklusiva kampanj The Hire. Han blev så till sig av konceptet så det blev en hel långfilm, med i nuläget (2013) två uppföljare.

## Handling
Frank Martin (Jason Statham) är en Vietnam-veteran som nu jobbar för gangstrar genom att transportera paket utan att ställa några frågor. Franks regler är:
1. Aldrig ändra uppdraget

2. Inga namn

3. Titta inte i paketet 

Under ett nytt transporteras uppdrag är paketet en ung vacker kvinna som kidnappats av internationella slavhandlare. Nu måste Frank stoppa slavhandlingen innan 400 människor kommer att dödas.

## Rollista
| Jason Statham     | – Frank Martin      |
| Qi Shu            | – Lai               |
| Matt Schulze      | – Wall Street       |
| François Berléand | – Inspector Tarconi |